# بیشه (مجارستان)
بیشه (به مجاری:  Bisse) یک شهرداری در مجارستان است که در ناحیهٔ شیکلوش واقع شده‌است. بیشه ۱۳٫۸ کیلومتر مربع مساحت و ۲۵۲ نفر جمعیت دارد.